# Lakhdar Belloumi

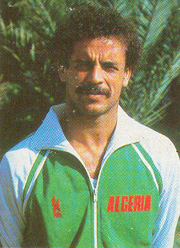
Lakhdar Belloumi

Lakhdar Belloumi (* 29. Dezember 1958 in Muaskar) ist ein ehemaliger algerischer Fußballspieler und -trainer.

## Werdegang
Der technisch begabte Mittelfeldspieler Belloumi erlebte seinen Durchbruch 1980, als er Torschützenkönig des Afrika-Cups wurde und mit der algerischen Nationalmannschaft das Endspiel gegen Gastgeber Nigeria erreichte. Bei den Olympischen Sommerspielen 1980 in Moskau kam er mit Algerien bis ins Viertelfinale. 1981 qualifizierte sich Belloumi mit der Nationalmannschaft das erste Mal für eine Fußball-Weltmeisterschaft und wurde zu Afrikas Fußballer des Jahres gewählt. Bei der anschließenden WM in Spanien erzielte der damals 24-Jährige im ersten WM-Spiel Algeriens den Siegtreffer beim 2:1 gegen Deutschland, dem damals aktuellen Europameister. Seine Mannschaft war am Ende der Vorrunde punktgleich mit Deutschland und Österreich, schied aber aufgrund der schlechteren Tordifferenz aus. Siehe auch: Nichtangriffspakt von Gijón
Belloumi nahm vier Jahre später an der Weltmeisterschaft 1986 in Mexiko teil. Hier war Algerien mit Brasilien, Spanien und Nordirland in einer Gruppe und schied in der Vorrunde als Gruppenletzter aus.
Vom 23. Juli 2005 bis zum 31. Dezember 2005 war er Nationaltrainer Algeriens.